# Sân bay Grande Prairie
Sân bay Grande Prairie (IATA: YQU, ICAO: CYQU) là một sân bay nằm cách Grande Prairie 5,6 km về phía tây-tây bắc, tỉnh Alberta, Canada. Đây là sân bay lớn nhất ở quận Peace River của tây bắc Alberta và đông bắc British Columbia, với 330.009 lượt khách năm 2006. Nhà ga được xây năm 1981 và vừa được nâng cấp.

## Các hãng hàng không và các tuyến bay
- Air Canada Jazz (Calgary, Edmonton)
- WestJet (Calgary [theo mùa, bắt đầu ngày 2 tháng 11, Edmonton)
- Swanberg Air (Calgary, Sandspit (chỉ trong mùa câu cá), Vancouver)
- Sunwest Home Aviation (Edson, Peace River)